# 2011 BT163
2011 BT163 est un objet du disque des objets épars, en résonance 5:12 avec Neptune.

## Caractéristiques
2011 BT163 mesure environ 291 kilomètres de diamètre.